# Deresfejű vöcsök
A deresfejű vöcsök (Poliocephalus poliocephalus) a madarak (Aves) osztályának vöcsökalakúak (Podicipediformes) rendjébe, ezen belül a vöcsökfélék (Podicipedidae) családjába tartozó faj.

## Rendszerezése
A fajt William Jardine és Prideaux John Selby írták le 1843-ban, a Podiceps nembe Podiceps poliocephalus néven.

## Előfordulása
Ausztrália, Tasmania és Új-Zéland területén honos. Természetes élőhelyei a tengerpartok, torkolatok, lagúnák, sós mocsarak és édesvizű tavak, valamint mesterséges tavak. Vonuló faj.

## Megjelenése
Testhossza 31 centiméteres, testtömege 220-260 gramm.

## Életmódja
Jól úszik és bukik.

## Szaporodása
Fészekalja 3-5 tojásból áll.

## Természetvédelmi helyzete
Az elterjedési területe rendkívül nagy, egyedszáma pedig stabil. A Természetvédelmi Világszövetség Vörös listáján nem fenyegetett fajként szerepel.